# Europese kampioenschappen synchroonzwemmen 2018
Het synchroonzwemmen tijdens de Europese kampioenschappen zwemsporten 2018 vond plaats van 3 tot en met 7 augustus 2018 op de Scotstoun Sports Campus in Glasgow, Verenigd Koninkrijk.

## Programma
|  | Voorronde |  | Finale |

| Onderdeel          | Augustus | Augustus | Augustus | Augustus | Augustus |
| Onderdeel          | 3        | 4        | 5        | 6        | 7        |
| Solo               | Solo     | Solo     | Solo     | Solo     | Solo     |
| ------------------ | -------- | -------- | -------- | -------- | -------- |
| Technische routine |          |          |          | Goud     |          |
| Vrije routine      |          |          |          |          | Goud     |
| Duet               |          |          |          |          |          |
| Technische routine | Goud     |          |          |          |          |
| Vrije routine      |          |          |          |          | Goud     |
| Gemengd duet       |          |          |          |          |          |
| Technische routine | Goud     |          |          |          |          |
| Vrije routine      |          |          |          |          | Goud     |
| Team               |          |          |          |          |          |
| Technische routine |          |          |          | Goud     |          |
| Vrije routine      |          | Goud     |          |          |          |
| Combinatie         |          |          | Goud     |          |          |
| Totaal             | 2        | 1        | 1        | 2        | 3        |

## Medailles

### Medaillewinnaars
| Onderdeel          | Goud | Goud    | Zilver | Zilver  | Brons | Brons   |
| Solo               | Solo | Solo    | Solo | Solo    | Solo | Solo    |
| ------------------ | --- | ------- | --- | ------- | --- | ------- |
| Technische routine | Svetlana Kolesnitsjenko | 93,4816 | Jelyzaveta Jachno | 92,5000 | Linda Cerruti | 92,1333 |
| Vrije routine      | Svetlana Kolesnitsjenko | 94,9333 | Linda Cerruti | 91,3517 | Jelyzaveta Jachno | 90,2282 |
| Duet               | |         | |         | |         |
| Technische routine | Rusland Svetlana Kolesnitsjenko Varvara Soebbotina | 95,1035 | Oekraïne Anastasiya Savtsjoek Jelyzaveta Jachno | 92,6188 | Italië Linda Cerruti Costanza Ferro | 89,7519 |
| Vrije routine      | Rusland Svetlana Kolesnitsjenko Varvara Soebbotina | 96,7000 | Oekraïne Anastasiya Savtsjoek Jelyzaveta Jachno | 93,4000 | Italië Linda Cerruti Costanza Ferro | 92,1333 |
| Gemengd duet       | |         | |         | |         |
| Technische routine | Rusland Maya Goerbanberdjeva Aleksandr Maltsev | 89,5853 | Italië Manila Flamini Giorgio Minisini | 88,6973 | Spanje Berta Ferreras Pau Ribes | 82,3217 |
| Vrije routine      | Rusland Maya Goerbanberdjeva Aleksandr Maltsev | 92,4000 | Italië Manila Flamini Giorgio Minisini | 90,7333 | Spanje Berta Ferreras Pau Ribes | 85,4333 |
| Team               | |         | |         | |         |
| Technische routine | Rusland Anastasia Archipovskaja Anastasia Bajandina Darja Bajandina Marina Goljadkina Michaela Kalantsja Veronika Kalinina Polina Komar Maria Sjoerotsjkina Darina Valitova                                                    | 94,6000 | Oekraïne Maryna Aleksiva Vladyslava Aleksiva Oleksandra Kasjoeba Oleksandra Kovalenko Jana Nariezjna Anastasia Savtsjoek Alina Sjynkarenko Jelyzaveta Jachno Valeria Aprielieva Veronika Hrysjko   | 90,7439 | Italië Beatrice Callegari Domiziana Cavanna Linda Cerruti Francesca Deidda Costanza Di Camillo Costanza Ferro Gemma Galli Enrica Piccoli Alessia Pezone Federica Sala | 90,3553 |
| Vrije routine      | Rusland Anastasia Archipovskaja Anastasia Bajandina Darja Bayandina Marina Goljadkina Veronika Kalinina Polina Komar Maria Sjoerotsjkina Darina Valitova Michaela Kalantsja                                                    | 97,0333 | Oekraïne Valeria Aprielieva Veronika Hrysjko Oleksandra Kasjoeba Jana Nariezjna Kateryna Reznik Anastasia Savtsjoek Alina Sjynkarenko Jelyzaveta Jachno Maryna Aleksiva Oleksandra Kovalenko       | 94,6000 | Italië Beatrice Callegari Linda Cerruti Francesca Deidda Costanza Di Camillo Costanza Ferro Gemma Galli Alessia Pezone Enrica Piccoli Domiziana Cavanna Federica Sala | 92,2333 |
| Combinatie         | Oekraïne Maryna Aleksiva Vladyslava Aleksiva Valeria Aprielieva Marta Fiedina Oleksandra Kasjoeba Jana Nariezjna Kateryna Reznik Anastasia Savtsjoek Alina Sjynkarenko Jelyzaveta Jachno Veronika Hrysjko Oleksandra Kovalenko | 94,4667 | Italië Beatrice Callegari Domiziana Cavanna Linda Cerruti Francesca Deidda Costanza Di Camillo Costanza Ferro Gemma Galli Alessia Pezone Enrica Piccoli Federica Sala Marta Murru Francesca Zunino | 92,6000 | Spanje Leyre Abadía Abril Conesa Berta Ferreras Emma García María Juárez Meritxell Mas Elena Melián Paula Ramírez Sara Saldaña Blanca Toledano Iris Tió               | 91,4667 |

### Medaillespiegel
| Plaats | Land     | Goud | Zilver | Brons | Totaal |
| 1      | Rusland  | 8    | 0      | 0     | 8      |
| 2      | Oekraïne | 1    | 5      | 1     | 7      |
| 3      | Italië   | 0    | 4      | 5     | 9      |
| 4      | Spanje   | 0    | 0      | 3     | 3      |
| Totaal | Totaal   | 9    | 9      | 9     | 27     |